# Sauloma zetterstedtii
Sauloma zetterstedtii là một loài Rêu trong họ Hookeriaceae. Loài này được (Müll. Hal.) A. Jaeger mô tả khoa học đầu tiên năm 1880.